# Pragfördraget
Pragfördraget var ett fördrag som ingicks mellan Förbundsrepubliken Tyskland (Västtyskland) och Tjeckoslovakien 1973 som en del i Ostpolitik.
11 december 1973 undertecknades Pragfördraget mellan Förbundsrepubliken Tyskland (Västtyskland) och Tjeckoslovakien vilket normaliserade relationerna länderna emellan. Pragfördraget, som föregåtts av utdragna förhandlingar, innebar bland annat att länderna återupptog diplomatiska relationer (upprättandet av ambassader).